# Shadows of P'Jem
Shadows of P'Jem is de veertiende aflevering van de serie Star Trek: Enterprise van 97 in totaal. In deze aflevering worden kapitein Jonathan Archer en overste T'Pol gevangengenomen op een planeet waar oorlog is, in het Coridaanse zonnestelsel.

## Verloop van de aflevering in hoofdlijnen
De Andorianen hebben het Vulcaanse spionagestation en klooster P'Jem vernietigd. Dit station heeft Jonathan Archer eerder bezocht. Toen heeft hij aan de Andorianen onthuld dat het tevens een plaats was vanwaar spionage werd gepleegd op de Andorianen. Omdat het nu is vernietigd, wil het Hoge Commando van Vulcan alle gezamenlijke operaties tussen Aarde en Vulcan opschorten en T'Pol terugroepen van haar missie op de Enterprise (zie The Andorian Incident).
Archer heeft in de Vulcaanse database een interessante planeet gevonden, die wellicht de moeite van het bezoeken waard is. Hij vertelt dit aan Trip Tucker, maar wordt dan weggeroepen omdat iemand hem vanaf Aarde oproept. Daar vertelt Maxwell Forrest over de situatie die tussen Aarde en Vulcan is ontstaan. Archer roept T'Pol naar zijn werkkamer, waar hij haar informeert over het plan haar van het schip te halen. Zij reageert vrij kalm, in tegenstelling tot Archer, die het een emotionele reactie van het Hoge Commando vindt (wraak op Archer en T'Pol, omdat zij met de blootstelling van P'Jem te maken hadden), terwijl Vulcans normaal geen emoties uiten.
Later vertrekken T'Pol en Archer naar de planeet. Voordat ze echter op hun bestemming aankomen, worden ze beschoten en ontvoerd. Ze worden ondervraagd, maar Archer weigert te antwoorden. Als ze even later proberen te ontsnappen, mislukt het, omdat hun cipiers dit op tijd doorhebben. De Enterprise wordt in haar zoektocht naar de twee bemanningsleden bemoeilijkt door de Coridaanse regering en het Vulcaanse schip dat T'Pol op zou halen. Beiden willen ze zelf het onderzoek doen en willen dat de Enterprise afwacht. Ondanks dat lokaliseren zij toch de shuttle, waarna Trip en Malcolm Reed naar de planeet gaan.
Daar ontmoeten ze de Andorianen, die de twee gevangenen ook willen bevrijden. Dit omdat Archer hen eerder had geholpen met de onthullingen rond P'Jem. Ze besluiten samen te werken en slagen erin de kapitein en T'Pol te bevrijden. Precies op dat moment komen de Vulcans ook binnen. met grof geweld bestormen ze het gebouw waar het tweetal gevangen wordt gehouden. Als alle dissidenten zijn uitgeschakeld, escaleert de situatie tussen de Vulcans en de Andorianen onderling. Als een Andoriaan Sopek, de Vulcaanse leider van het reddingsteam, probeert neer te schieten, stapt T'Pol in de baan van de straal, waardoor ze gewond raakt. Tegen de wens van Sopek in wordt ze meteen naar de Enterprise gebracht. 

### Afloop
Sopek komt de ziekenboeg van de Enterprise binnen gelopen. Daar vraagt Archer of hij niet aan het Hoge Commando kan verzoeken af te zien van de overplaatsing van T'Pol. Eerst twijfelt hij, maar nadat dokter Phlox benadrukt dat ze voorlopig niet verplaatst kan worden (waarmee wordt bevestigd dat ze haar leven op het spel heeft gezet om Sopek te redden), gaat hij overstag en belooft hij de zaak te bespreken. Meteen als hij weg is wordt T'Pol bijgebracht. Ze zegt dat het gepast was geweest om geïnformeerd te worden over het plan van Archer haar te houden, waarna Archer zegt dat ze, als ze opschiet, Sopek nog wel kan inhalen. Dat kan ze niet doen, zegt ze, omdat ze dan de orders van de dokter zou negeren. Daarmee blijft T'Pol toch in dienst op de Enterprise.

## Achtergrondinformatie
- Deze aflevering is een gevolg van de gebeurtenissen tijdens de aflevering The Andorian Incident.
- In deze aflevering beweert Shran dat de Vulcans een oorlog tegen de Andorianen voorbereiden. Dit blijkt waar te zijn (zie The Forge, Awakening en Kir'Shara).

## Acteurs

### Hoofdrollen
- Scott Bakula als kapitein Jonathan Archer
- John Billingsley als dokter Phlox
- Jolene Blalock als overste T'Pol
- Dominic Keating als luitenant Malcolm Reed
- Anthony Montgomery als vaandrig Travis Mayweather
- Linda Park als vaandrig Hoshi Sato
- Connor Trinneer als overste Charles "Trip" Tucker III

### Gastacteurs
- Jeffrey Combs als Shran
- Gregory Itzin als Sopek
- Steven Dennis als Tholos
- Vaughn Armstrong als Maxwell Forrest
- Gary Graham als Soval
- Barbara Tarbuck als Kalev
- Jeff Kober als Traeg

#### Bijrollen die niet in de aftiteling vermeld zijn
- Adam Anello als een bemanningslid van de Enterprise
- Steve Blalock als een Coidaanse dissident
- Solomon Burke junior als bemanningslid Billy
- Cecilia Conn als een bemanningslid van de Enterprise
- Amy Kate Connolly als een bemanningslid van de Enterprise
- Lindly Gardner als een bemanningslid van de Enterprise
- Jack Guzman als een bemanningslid van de Enterprise
- Aldric Horton als een bemanningslid van de Enterprise
- Martin Ko als een bemanningslid van de Enterprise
- Dan McCann als een Coidaanse dissident
- Tom Morga als een Coidaanse dissident
- Bobby Pappas als een bemanningslid van de Enterprise
- Cynthia Uhrich als een bemanningslid van de Enterprise
- John Wan als een bemanningslid van de Enterprise
- Mark Watson als een bemanningslid van de Enterprise
- Gary Weeks als een bemanningslid van de Enterprise
- Todd Wieland als een bemanningslid van de Enterprise